# Ogończyk czarnolicy
Ogończyk czarnolicy (Synallaxis tithys) – gatunek małego ptaka z rodziny garncarzowatych (Furnariidae). Występuje w północno-zachodniej części Ameryki Południowej – na niewielkich obszarach Ekwadoru i Peru. W Czerwonej księdze gatunków zagrożonych IUCN klasyfikowany jest jako gatunek narażony (VU, ang. Vulnerable).

## Systematyka
Takson ten po raz pierwszy zgodnie z zasadami nazewnictwa binominalnego opisał polski przyrodnik Władysław Taczanowski w 1877 roku na łamach „Proceedings of the Zoological Society of London”. Autor nadał mu nazwę Synallaxis tithys, a jako miejsce typowe podał Lechugal, Tumbes w Peru. Holotypem była samica dostarczona przez Jana Sztolcmana. Badania molekularne wykazały, że ogończyk czarnolicy jest najbliżej spokrewniony z ogończykiem jednobarwnym (Synallaxis unirufa), ogończykiem czarnogardłym (Synallaxis castanea), ogończykiem kreskowanym (Synallaxis cinnamomea), ogończykiem rdzawolicym (Synallaxis cherriei) i ogończykiem rdzawym (Synallaxis rutilans). Jest gatunkiem monotypowym.

### Etymologia
- Synallaxis: gr. συναλλαξις sunallaxis, συναλλαξεως sunallaxeōs „wymiana, zamiana”[11].
- tithys: gr. τιτις titis, gr. τιτιδος titidos – mały ćwierkający ptak[6][12].

## Morfologia
Mały ptak o tęczówkach od czerwonobrązowych do szarobrązowych, nogi i stopy szare lub jasnoszare, a czasami niebieskawo-rogowe. Nie występuje dymorfizm płciowy. Dziób dosyć długi i cienki, górna szczęka od czarnej do ciemnoszarej, żuchwa od niebieskoszarej do szarej. Gatunek ten jest w większości ciemnoszary. Czoło i okolice oczu oraz podbródek i gardło czarne. Od dzioba pod policzkami ciągnie się szary wąs, który rozszerza się i łagodnie przechodzi w szarą szyję. Góra głowy i grzbiet ciemnoszare. Plecy i zad przechodzą od szarobrązowego do ciemnobrązowego. Skrzydła płowo-rude, lotki ciemnobrązowe z rudobrązowymi obrzeżami. Ogon ciemnobrązowy, stopniowany, dość długi z ośmioma sterówkami o postrzępionych końcach. Dolne części ciała szare z bledszym odcieniem na brzuchu. Pokrywy podogonowe i boki ciała z oliwkowym odcieniem. Młode osobniki są bardziej oliwkowe, a spód ciała często mają nakrapiany.
Długość ciała 16–17 cm, masa 14–18 g.

## Zasięg występowania
Ogończyk czarnolicy występuje w nadmorskich pasmach gór w zachodnim i południowo-zachodnim Ekwadorze oraz na niewielkim obszarze północno-zachodniego Peru. Zasięg występowania (EOO, Extent of Occurrence) według szacunków organizacji BirdLife International obejmuje około 42,5 tys. km². Występuje w zakresie wysokości od 50 do 1290 m n.p.m.

## Ekologia i zachowanie
Jego głównym habitatem są tropikalne wilgotne lasy górskie i nizinne, także lasy wtórne; występuje głównie w gęstym podszycie (rzadko w średnim piętrze lasów), także w zaroślach przyległych do lasów. Długość pokolenia jest określona na 3,8 roku. Ptak ten żeruje zazwyczaj w parach, a czasami w stadach mieszanych. Raczej nie jest spotykany pojedynczo. Niewiele wiadomo na temat diety ogończyka czarnolicego. Składa się głównie z chrząszczy, prostokrzydłych i błonkoskrzydłych. Zaobserwowano, że podejmuje pokarm z liści i niewielkich gałęzi na wysokości do 2 m nad poziomem gruntu.

### Rozmnażanie
Prawie nie ma informacji o rozmnażaniu i gniazdowaniu tego gatunku. Sezon lęgowy prawdopodobnie trwa od stycznia do kwietnia. Młodego ptaka odłowiono w sierpniu. Buduje gniazda w kształcie kuli z patyków o wymiarach około 30 na 30 cm, umiejscowione na drzewach wśród pnączy na wysokości 3–7 m nad poziomem ziemi.

## Status
W Czerwonej księdze gatunków zagrożonych IUCN ogończyk czarnolicy jest uznawany za gatunek narażony (VU, ang. Vulnerable). Wielkość populacji jest szacowana na więcej niż 2500, a mniej niż 10 000 dorosłych osobników, a gatunek ten określany jest od rzadkiego do pospolitego. BirdLife International ocenia trend liczebności populacji jako spadkowy ze względu na zmniejszanie się jego naturalnego habitatu.
BirdLife International wymienia 15 ostoi ptaków IBA, w których ten gatunek występuje – 10 w Ekwadorze i 5 w Peru. Są to m.in.: Park Narodowy Cerros de Amotape, Park Narodowy Machalilla, Cordillera El Bálsamo, rezerwaty Bosque Protector Cerro Blanco, Bosque Protector Puyango.